# روبرتا ماكين
روبرتا رايت ماكين (بالإنجليزية: Roberta McCain)‏ (7 فبراير 1912-12 أكتوبر 2020) شخصية اجتماعية أمريكية ووريثة نفطية وأرملة البحرية الأمريكية الأدميرال جون إس. ماكين جونيور ووالدة السياسي جون س. ماكين الثالث والممثل المسرحي والصحفي جو ماكين. كانت نشطة في نوادي زوجات البحرية وكان منزلها في الكابيتول هيل صالونًا شهيرًا للمشرعين والسياسيين. من عام 2007 إلى عام 2008 ، قامت ماكين بحملة نشطة خلال محاولة ابنها الفوز بالرئاسة.